# District de West Coast
Le district de West Coast (Weskus-distriksmunisipaliteit en afrikaans, West Coast District Municipality en anglais) est un district municipal d'Afrique du Sud, situé sur la côte atlantique à l'ouest de la province du Cap-Occidental.
Il est divisé en 5 municipalités locales. La capitale du district est Moorreesburg. Les langues les plus communément parlées par les 391 766 habitants sont l’afrikaans (83,7 %), le Xhosa (8,6 %) et l’anglais sud-africain (4 %).

## Municipalités locales

carte des municipalités locales du district.

Le district regroupe les municipalités locales suivantes :
| Nom          | Siège       | Population (2011) | Superficie (km2) | Densité (hab./km2) |
| ------------ | ----------- | ----------------- | ---------------- | ------------------ |
| Matzikama    | Vredendal   | 67 147            | 12 981           | 5,2                |
| Cederberg    | Clanwilliam | 49 768            | 8 007            | 6,3                |
| Bergrivier   | Piketberg   | 61 897            | 4 407            | 14,0               |
| Saldanha Bay | Vredenburg  | 99 193            | 2 015            | 49,2               |
| Swartland    | Malmesbury  | 113 762           | 3 707            | 30,7               |
| Total        | Total       | 391 767           | 31 119           | 12,6               |

## Principales villes
Les principales villes de West Coast sont Vredenburg, Saldanha, Malmesbury et Vredendal.

## Démographie (2011)
| Langue maternelle               | Population | %    |
| ------------------------------- | ---------- | ---- |
| Afrikaans                       | 311 829    | 83,7 |
| Xhosa                           | 31 978     | 8,6  |
| Anglais sud-africain            | 14 828     | 4,0  |
| Sotho                           | 4 668      | 1,3  |
| Tswana                          | 2 358      | 0,6  |
| Langue des signes sud-africaine | 1 146      | 0,3  |
| Zoulou                          | 833        | 0,2  |
| Ndebele                         | 683        | 0,2  |
| Tsonga                          | 448        | 0,1  |
| Venda                           | 327        | 0,1  |
| Sotho du nord                   | 322        | 0,1  |
| Swazi                           | 206        | 0,1  |
| Autres langues sud-africaines   | 3 043      | 0,8  |
| Total                           | 372 669    |      |
| Langues non sud-africaines'     | 19 099     |      |

| Groupe          | Population | %    |
| --------------- | ---------- | ---- |
| Coloured        | 260 850    | 66,6 |
| Noirs           | 64 110     | 16,4 |
| Blancs          | 61 527     | 15,7 |
| Indo-asiatiques | 2 181      | 0,6  |
| Autres          | 3 098      | 0,8  |
| Total           | 391 766    |      |

| Sexe     | Population | %    |
| -------- | ---------- | ---- |
| Féminin  | 197 227    | 50,3 |
| Masculin | 194 539    | 49,7 |
| Total    | 391 766    |      |

| Groupe d'âge | Population | %   |
| ------------ | ---------- | --- |
| 0–4          | 36 668     | 9,4 |
| 5–9          | 31 859     | 8,1 |
| 10–14        | 31 196     | 8,0 |
| 15–19        | 32 431     | 8,3 |
| 20–24        | 37 729     | 9,6 |
| 25–29        | 36 832     | 9,4 |
| 30–34        | 29 556     | 7,5 |
| 35–39        | 28 855     | 7,4 |
| 40–44        | 28 582     | 7,3 |
| 45–49        | 24 805     | 6,3 |
| 50–54        | 20 878     | 5,3 |
| 55–59        | 16 299     | 4,2 |
| 60–64        | 12 513     | 3,2 |
| 65–69        | 8 944      | 2,3 |
| 70–74        | 6 413      | 1,6 |
| 75–79        | 4 158      | 1,1 |
| 80–84        | 2 336      | 0,6 |
| 85+          | 1 078      | 0,3 |
| Total        | 391 766    |     |

## Politique
Le conseil de district comprend 24 conseillers dont dix élus au scrutin proportionnel sur liste et quatorze nommés par les conseils municipaux des municipalités locales (deux par le conseil municipal de Matzikama, deux par celui de Bergrivier, deux par celui de Cederberg, quatre par celui de Swartland et quatre par celui de Saldanha Bay).
Le district est un bastion de l'Alliance démocratique qui a renforcé sa majorité lors des élections municipales sud-africaines de 2016.

### Liste des maires
| Maires depuis 2000 | Parti politique | Terme                     |
| ------------------ | --------------- | ------------------------- |
|                    | DA puis NNP     |                           |
|                    | ANC             | 2002-2004                 |
| Hendrik Potgieter  | DA              | 2004-2005                 |
| Jakes Botha        | ID              | 2006-2008                 |
| Rene Kitshoff      | DA              | 2008-2011                 |
| Harold Cleophas    | DA              | 2011-2021                 |
| Roelof W. Strydom  | DA              | Depuis le 2 décembre 2021 |